# Чудова присутність
«Присутність величі» (італ. Magnifica Presenza) — італійський фільм 2012 року режисера Ферзана Озпетека.

## Сюжет
У П'єтро є найзаповітніша мрія — стати відомим актором. 28-річний П'єтро настільки одержимий ідеєю стати актором, що він переїжджає до Риму і починає працювати в пекарні. Крім того, в той же час, він намагається бути актором. Спочатку він залишається зі своєю двоюрідною сестрою, Маріа, але потім він орендує будинок. Тим не менш, протягом короткого часу, щось дивне відбувається в будинку. Меблі починають рухатися самі по собі. Тоді він розуміє, що в домі є примари…
Примари акторів — учасників Опору з'являються новому мешканцеві і просять знайти зниклу в день їх загибелі актрису трупи — без неї вони не можуть знайти чи то свободу, чи то спокій — фінал відкритий, незрозуміло, чи залишаться вони, чи зникнуть назавжди. В останніх кадрах вони грають перед єдиним, хто їх може бачити, прем'єру, що не відбулась — у тому ж самому театрі.

## Ролі
| Актор              | Роль             |
| ------------------ | ---------------- |
| Еліо Джермано      | П'єтро           |
| Маргеріта Бай      | Леа Марні        |
| Вітторія Пуччіні   | Беатріс Марні    |
| Паола Міначчоні    | Марія            |
| Беппе Фіореллі     | Філіппо          |
| Б'янка Наппа       | Міна             |
| Массіміліано Ґалло | доктор Кукурулло |

## Нагороди та номінації[1]
Фільм загалом отримав 9 перемог та 13 номінацій, зокрема:

### Нагороди
Golden Ciak Awards
- 2012 — Еліо Джермано («Найкращий актор»)

«Срібна стрічка» Національного синдикату кіножурналістів Італії
- 2012 — Ферзан Озпетек, Федеріко Понтремолі («Найкращий сценарій»), Алессандро ЛайФанданго («Найкращий дизайн костюмів»)

Золотий глобус Італії
- 2012 — Ферзан Озпетек («Найкращий режисер»), Еліо Джермано («Найкращий актор»), Паола Міначчоні («Найкраща акторка другого плану»)

Московський міжнародний кінофестиваль
- 2012 — Ферзан Озпетек («Приз глядацьких симпатій» та «Приз Російської федерації кіноклубів»)

### Номінації
Національний синдикат кіножурналістів Італії
- 2014 — номінації «Найкращий режисер», «Найкращий актор» та інші

Давид ді Донателло
- 2009 — Еліо Джермано (номінація «Найкращий актор»), Паскуале Каталано (номінація «Найкраща музика»), тощо